# Церква Іоана Златоуста (Старий Київ)
Це́рква Іоана Златоустау Старому Києві  — православний храм у Києві, збудований 1631 року та перенесений за межі Києва 1875 року. Розтпшовувалася на місці теперішнього будинку № 9 по Великій Житомирській вулиці

## Історія храму
Дерев'яну тридільну церкву було збудовано 1631 року з матеріалів розібраної церкви Миколи Притиска на Подолі. Над входом було зведено одноярусну дзвіницю. Храм був парафіяльним для мешканців прилеглих кварталів Старого міста.
1859 року під час реформи парафіяльного устрою Києва церква була офіційно скасована, а парафія для неї була призначена у районі Галицької площі — у кварталах, обмеженими нинішніми Володимирською вулицею (від бульвару Тараса Шевченка), залізницею, Старовокзальною вулицею, Галицькою площею та парним боком бульвару Тараса Шевченка.
Поки на Галицькій площі будувалася нова Іоано-Златоустівська церква, відома як Залізна, церква продовжувала існувати на старому місці.
Станом на 1865 рік у парафії храму мешкало 802 православних та 145 римо-католиків, старовірів та лютеран. Церква не мала постійного капіталу, також були відсутні будинки священика та причту.
Впродовж 1867–1871 років на Галицькій площі було збудовано нову церкву Іоана Златоуста, стара церква залишилася заштатною. 1875 року князь Петро Трубецький[уточнити] переніс стару церкву у село Гавронщина, у якому знаходився маєток Трубецьких. Там ця церква, освячена на нову місці як Різдво-Богородицька, знаходиться і дотепер, щоправда у радянський час її було обкладено цеглою, позбавлено завершень, однак усередині це — старий дерев'яний храм.
На початку ХХ ст. на місці храму було зведно домову Іоано-Златоустівську церкву.

## Церква у художній літературі
Церкву та її дячка мальовниче зобразив Микола Лєсков у повісті «Печерські антики».
|  | Церковь Иоанна Златоуста, или, в просторечии, кратко «Иван», была всё равно что пункт водораздела, откуда «богомул» принимает наклонное направление «мимо Ивана». К «Ивану» заходить было не принято, потому что Иван сам по себе ничем не блестел, хотя и отворял радушно свои двери с самых спозаранок. Но нужда, изощряющая таланты, сделала ум Котина столь острым, что он из этого мимоходного положения своего храма извлекал сугубую выгоду. Он сидел здесь на водоразделе течения и «перелавливал богомулов», так что они не могли попадать к святыням Десятинной и Подола, пока Котин их «трохи не вытрусит». Делал он это с превеликою простотою, тактом и с такою отвагою, которою даже вам хвалился. |